# Rachael Gunn
Rachael Gunn   (Hornsby, 2 de setembre de 1987), també coneguda com a Raygun, és una ballarina de breakdance i professora universitària australiana. La seva recerca acadèmica al Departament de Mitjans, Comunicacions, Arts Creatives, Llengua i Literatura de la Universitat Macquarie tracta sobre la política cultural d'aquesta dansa urbana.
Després de diversos anys en aquesta disciplina de ball, va adquirir notabilitat internacional en competir per Austràlia en la prova femenina de breakdance als Jocs Olímpics d'estiu de 2024. L'actuació va ser durament criticada i ridiculitzada per l'opinió pública, per la crítica i pels mitjans de comunicació, si bé hi va haver opinions mixtes per la seva originalitat.

## Trajectòria

### Joventut i formació
Rachael Gunn va néixer a Hornsby, una població de Nova Gal·les del Sud dependent de Sydney. Gunn és una apassionada per la dansa des de la infància, durant la qual es va formar en els estils de ball de saló, claqué i jazz.
El 2009, es va llicenciar en Música Contemporània per la Universitat Macquarie i el 2017 es va doctorar en Estudis Culturals. La seva tesi doctoral es va centrar en la intersecció entre el gènere i la cultura breakdance de Sydney.

### Trajectòria artística
Com a balladora de breakdance, Gunn fa servir el sobrenom artístic de Raygun (lit. ‘pistola làser’). Es va iniciar en aquesta dansa a les primeries dels anys 2010, quan havia complert una vintena d'anys. Va deixar de competir mentre acabava el doctorat i hi va tornar el 2018. L'entrena entre tres i quatre hores diàries el seu marit, el també ballarí Samuel Free, a qui va conèixer el 2008 mentre estudiaven a la universitat.
Va competir amb Austràlia als Campionats del Món de breakdance del 2021 a París, del 2022 a Seül i del 2023 a Lovaina. El 2023, va guanyar el Campionat de breakdance d'Oceania, de manera que es va assegurar un lloc als Jocs Olímpics d'estiu de 2024, en què per primera vegada en la història competien oficialment ballarins d'aquesta disciplina. En la prova, es va vestir amb l'uniforme olímpic australià en lloc de roba típica del breakdance. Tot seguit, va fer una actuació caracteritzada segons ella mateixa «per la creativitat» i va rebre una puntuació nul·la del jurat, de manera que va ser eliminada. De fet, va obtenir un total de zero punts en totes tres actuacions en què participà (18-0 contra el seu rival). Arran de la seva participació, va ser objecte de befa i mems d'Internet, però va mantenir-se ferma respecte de la seva tria i es va defensar amb l'argument que les crítiques tenien una base misògina.
| «              | (anglès) All my moves are original. Creativity is really important to me. I go out there and I show my artistry. Sometimes it speaks to the judges, and sometimes it doesn’t. I do my thing, and it represents art. That is what it is about. | (català) Els meus moviments són sempre originals. Per a mi, la creativitat ho és tot. Quan surto a ballar, demostro el meu potencial artístic. A vegades apel·la el jurat i d'altres, no. Jo vaig a la meva i això és art. Això és el que hem vingut a fer. | » |
| — Rachael Gunn | | |   |

Diverses personalitats i membres del Comitè Olímpic d'Austràlia, d'entre les quals Anna Meares, van sortir a defensar-la públicament afirmant que el troleig a les xarxes socials era «desafortunat», així com algunes crítiques positives per les seves particularitats i innovació. Tanmateix, diversos mitjans van coincidir amb la puntuació del jurat i van apuntar que la seva actuació artístico-esportiva, més enllà de les crítiques públiques, havia estat xocant, ridícula i vergonyosa, plena de moviments inconnexos, amb «salts de cangur» i «dolorosament dolenta» en relació amb la ciutadania australiana i el mèrit esportiu de participar en una prova olímpica. La disciplina de breakdance no va ser renovada per a l'edició següent als Jocs Olímpics d'estiu de 2028 a Los Angeles, sobretot per causes econòmiques.

## Publicacions acadèmiques
- Gunn, Rachael «The 'systems of relay' in doing cultural studies: experimenting with the 'Body without Organs' in b-girling practice» (en anglès). Continuum, 30, 2, 03-03-2016, pàg. 183–194. DOI: 10.1080/10304312.2016.1143194. ISSN: 1030-4312.
- Gunn, Rachael. «Nocturnal Paradox: How Breakdancing Reveals the Potentials of the Night». A: Stahl, Geoff; Bottà, Giacomo (eds.). Nocturnes: Popular Music and the Night (en anglès).  Cham: Springer International Publishing, 2019, p. 147–162 (Pop Music, Culture and Identity). DOI 10.1007/978-3-319-99786-5_10. ISBN 978-3-319-99786-5.
- Gunn, Rachael «Where the #bgirls at? politics of (in)visibility in breaking culture"» (en anglès). Feminist Media Studies, 22, 6, 18-08-2022, pàg. 1447–1462. DOI: 10.1080/14680777.2021.1890182. ISSN: 1468-0777.